# Shepard's pie
Shepherds pie eller cottage pie er en kødtærte med skorpe af kartoffelmos. Shepherds pie laves med lammekød, mens cottage pie er med oksekød.

## Etymologi
Navnet cottage pie blev brugt allerede i 1791, da kartoflen blev introduceret som en billig afgrøde til de fattige. En "cottage" er et lille hus på landet til landarbejdere og andre fattige.

## Historie
I tidlige kogebøger blev retten fremstillet af rester af stegt kød af enhver slags, og tærten blev foret med kartoffelmos, og der var kartoffelmos oven på.
Navnet "shepherd's pie" optræder først i 1877 og er blevet synonymt med "cottage pie", uanset om hovedingrediensen er okse- eller lammekød. Folkeetymologien har gjort, at "shepherd's pie" bliver brugt, når kødet er lam, da fårehyrderne vogter får og og ikke kvæg.

## Variationer
- En St. Stephen's Day pie er med kalkun og skinke.[18]
- En Cumberland pie har lag rasp.[19]
- En lignende ret med fisk hedder en fish pie.